# Julodella
Julodella är ett släkte av skalbaggar. Julodella ingår i familjen praktbaggar.
Kladogram enligt Catalogue of Life:
| Julodella | \| \| Julodella abeillei \| \| \| \| \| \| Julodella brevilata \| \| \| \| \| \| Julodella schochi \| \| \| \| |
|           | \| \| Julodella abeillei \| \| \| \| \| \| Julodella brevilata \| \| \| \| \| \| Julodella schochi \| \| \| \| |
|           | Julodella abeillei                                                                                             |
|           | |
|           | Julodella brevilata                                                                                            |
|           | |
|           | Julodella schochi                                                                                              |
|           | |